# Géographie de Provence-Alpes-Côte d'Azur
La géographie de la région Provence-Alpes-Côte d'Azur se caractérise au plan physique par sa grande diversité et par le morcellement de son territoire.

## Situation

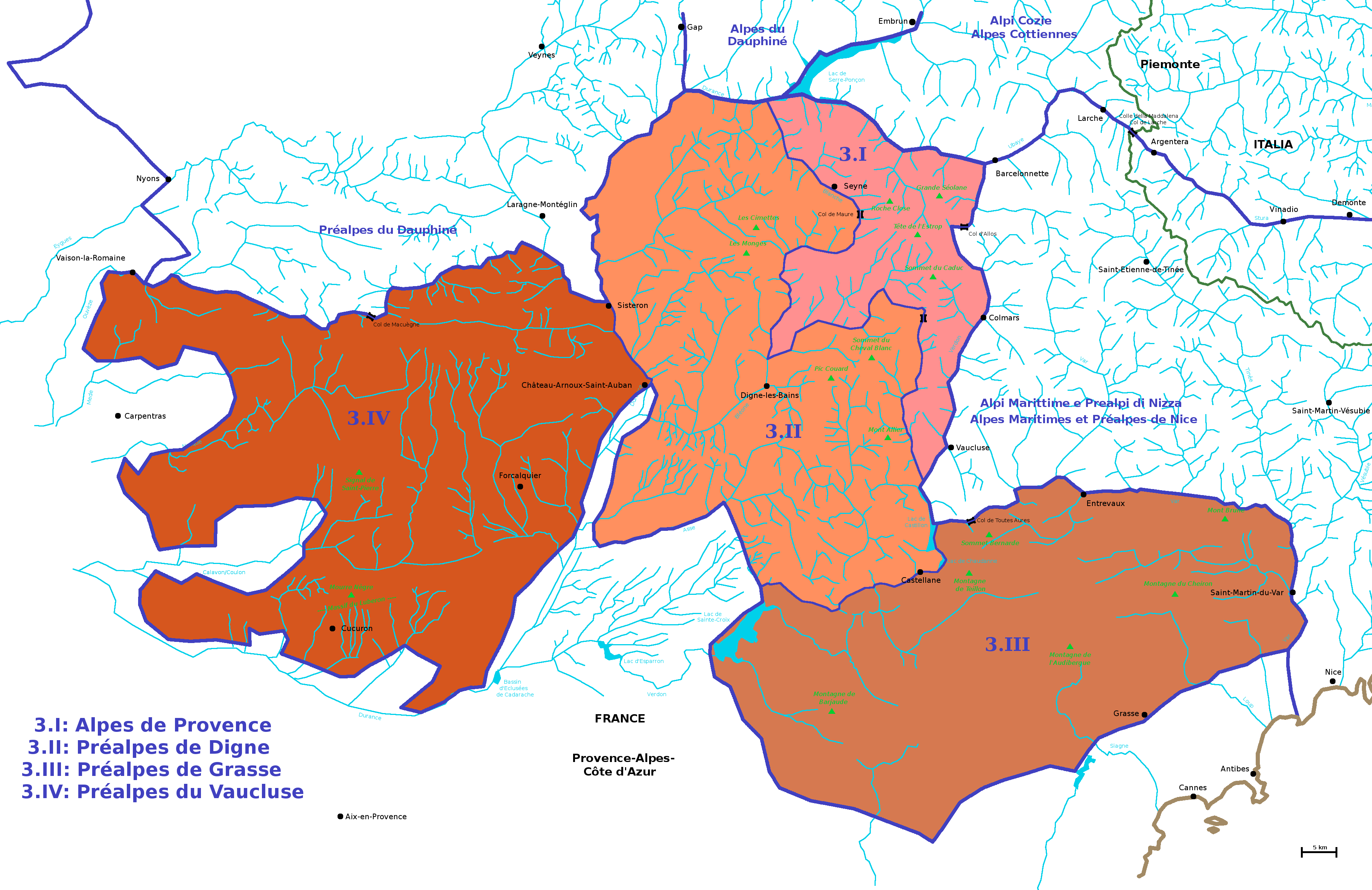
Les Préalpes provençales

La région se trouve dans le sud-est de la France métropolitaine.
Elle se caractérise par son littoral méditerranéen où se concentre l'essentiel de la population. Avec une superficie de 31 400 km2, c'est la septième région de la France métropolitaine.Elle se classe troisième par sa population (5,9 millions d'habitants) après l'Île-de-France et Rhône-Alpes. Sa densité de population, 144 habitants/km2, est un peu supérieure à la moyenne nationale (110).
La région regroupe les six départements suivants : Var, Vaucluse, Hautes-Alpes, Alpes-Maritimes, Bouches-du-Rhône et Alpes-de-Haute-Provence. À l'est, elle est limitrophe de l'Italie dont elle est séparée par les Alpes-de-Haute-Provence, les Hautes-Alpes et les Alpes-Maritimes. Au nord, elle voisine avec la région Rhône-Alpes et à l'ouest le Rhône la sépare du Languedoc-Roussillon. Au sud, elle est baignée par la mer Méditerranée. Une petite partie de son territoire, le canton de Valréas, appartenant au département de Vaucluse, est enclavée dans le département de la Drôme, rattaché à Rhône-Alpes.

### Géographie administrative et humaine
| \| Localisation de Provence-Alpes-Côte d'Azur en France \| MONACO ITALIE Occitanie Auvergne-Rhône-Alpes Hautes-Alpes (05) Alpes-de-Haute-Provence (04) Alpes-Maritimes (06) Bouches-du-Rhône (13) Var (83) Vaucluse (84) Gap Digne-les-Bains Nice Marseille Toulon Avignon La Seyne Grasse Hyères Fréjus Cannes Aix Antibes Arles Orange |
| Localisation de Provence-Alpes-Côte d'Azur en France |

### Géographie physique
| \| Localisation de Provence-Alpes-Côte d'Azur en France \| Alpes Préalpes Les Maures Serre-Ponçon Étang de Berre Mer Méditerranée La Durance Le Verdon Le Rhône Le Var Barre des Écrins Mont Pelat Cime du Gélas Vallée du Rhône Camargue |
| Localisation de Provence-Alpes-Côte d'Azur en France |

## Relief
Elle comprend des zones de haute montagne, constituées par l'extrémité sud-est de l'arc alpin plongeant dans la Méditerranée à l'Est des Alpes-Maritimes,
des reliefs côtiers isolant des plaines littorales et intérieures restreintes et, dans sa partie occidentale, des zones de plaine dans la basse vallée du Rhône se terminant par un delta marécageux (la Camargue). Le point culminant de la région se situe à la barre des Écrins (4 101 m) dans les Hautes-Alpes.

## Climat
Le climat, de type méditerranéen, est influencé par le vent du nord, le mistral. Le Var est habitué aux fortes chaleurs, cependant en 2003 lors de la canicule et en juillet/août 2005, les pics de chaleurs ont été tels que de nombreux feux se sont déclarés, emportant notamment une grande partie de la végétation du massif des Maures. La Garde-Freinet et Le Plan-de-la-Tour ont été très sévèrement touchés. Certains feux, accidentels, n'ont pourtant pas empêché certaines personnes (dont des pompiers) de mettre volontairement le feu à plusieurs endroits de la région.

## Population
Sur le plan humain, la population fortement urbanisée se regroupe autour de quatre pôles urbains : trois sur le littotal, Marseille préfecture de la région et deuxième ville de France, Toulon et Nice, et un dans la vallée du Rhône, Avignon. Les deux départements essentiellement montagnards des Hautes-Alpes et des Alpes-de-Haute-Provence rassemblent seulement 250 000 habitants, soit 6 % de la population totale. La Côte d'Azur, partie du littoral s'étendant entre Toulon et la frontière italienne, est l'une des régions de France les plus fréquentées par les touristes français et étrangers.

## Hydrographie
L'hydrographie dans la région PACA est dominée par le Rhône, fleuve navigable qui sert de limite avec la région Languedoc-Roussillon. Son delta, qui constitue la Camargue, est presque entièrement situé dans le territoire de la Région. L'un de ses principaux affluents, la Durance (320 km), rivière à caractère quasi-torrentiel, est l'axe principal de pénétration dans la partie montagneuse de la région. Des fleuves côtiers, relativement peu importants, irriguent la Côte d'Azur : l'Argens et le Var, longs respectivement de 116 et 114 km. Curiosité géographique, ce dernier ne coule pas dans le département éponyme, mais dans les Alpes-Maritimes.
Les principales étendues d'eau sont, sur le littoral, l'étang de Berre et l'étang de Vaccarès. Dans l'intérieur, seuls sont notables les lacs artificiels de Serre-Ponçon, sur la Durance, et de Sainte-Croix sur le Verdon.

## Parcs régionaux et nationaux
La PACA regroupe

Les parcs nationaux et régionaux de PACA (cliquer pour agrandir)

- quatre parcs nationaux (le parc national de Port-Cros, le parc national du Mercantour, le parc national des Écrins, le parc national des Calanques)
- et six parcs naturels régionaux (le parc naturel régional du Luberon, le parc naturel régional du Queyras, le parc naturel régional du Verdon, le parc naturel régional de Camargue, le parc naturel régional des Alpilles, le parc naturel régional des Préalpes d'Azur) ·.

Le parc national des Écrins est à cheval sur la région PACA et sur la région Rhône-Alpes.